# ARA La Argentina (C-3)
Lo ARA La Argentina (pennant number C-3) fu un incrociatore leggero della Armada de la República Argentina, unico della sua classe, entrato in servizio nel gennaio 1939.
Realizzato in cantieri britannici, l'incrociatore servì principalmente come nave scuola intraprendendo varie crociere addestrative nelle acque di casa e in giro per il mondo, ma fu impiegato anche operativamente nello squadrone da battaglia per far rispettare la neutralità dell'Argentina durante il periodo della seconda guerra mondiale; radiato dal servizio attivo nel gennaio 1974, fu successivamente avviato alla demolizione.

## Caratteristiche
La realizzazione del La Argentina rientrò nell'ambito di un vasto programma avviato alla fine degli anni 1920 per l'ammodernamento del nucleo centrale della flotta argentina, altrimenti dotato di unità risalenti al periodo a cavallo tra il XIX e il XX secolo. Oltre alla realizzazione di una serie di tre incrociatori pesanti per i compiti di prima linea (la futura classe Veinticinco de Mayo, ordinata ai cantieri italiani), si previde anche la costruzione di un incrociatore leggero impiegabile tanto in ruoli di combattimento quanto in funzione di nave scuola per gli allievi ufficiali navali argentini: una soluzione ispirata a quella dell'incrociatore-scuola francese Jeanne d'Arc, ma con più spiccate capacità belliche. Il progetto, commissionato alla ditta britannica Vickers-Armstrongs, fu infine approvato il 29 settembre 1934 in sostituzione della realizzazione della terza unità della classe Veinticinco de Mayo, cancellata per ragioni di bilancio; il contratto per la costruzione dell'unità fu quindi siglato il 31 luglio 1935, per una spesa finale di 6 milioni di peso argentini.

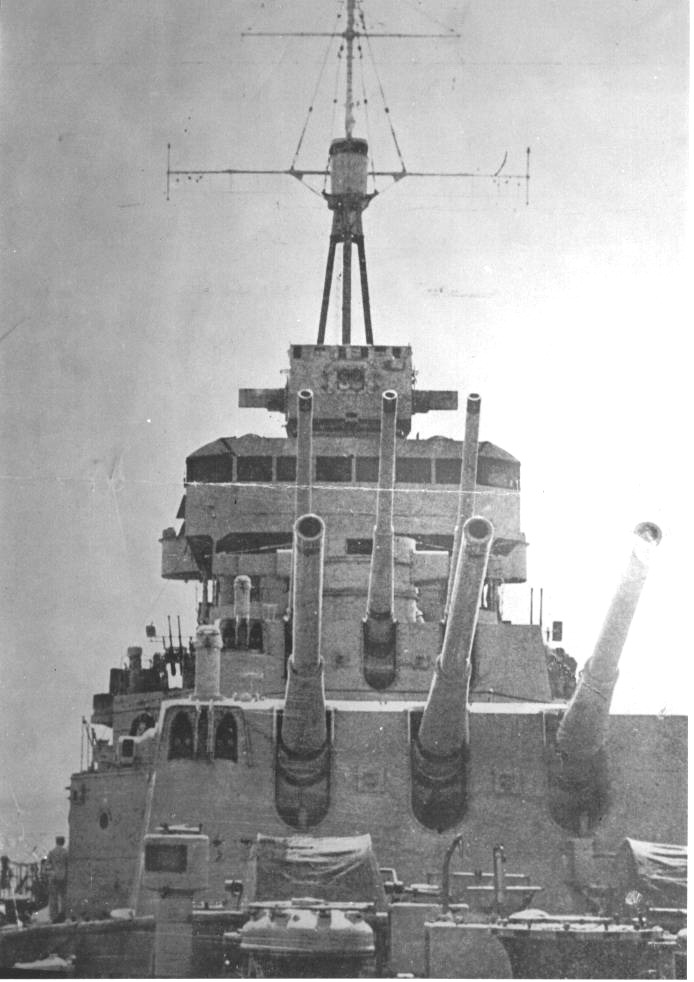
Le due torri triple di prua con i pezzi da 152 mm alzati alla massima elevazione

Il progetto elaborato dalla Vickers-Armstrongs si basava su quello dell'incrociatore leggero britannico HMS Arethusa, da poco entrato in servizio con la Royal Navy, ma con un armamento più pesante e dimensioni dello scafo maggiorate, oltre che con la previsione di uno spazio apposito per ospitare a bordo i cadetti dell'accademia navale. Lo scafo del La Argentina era lungo tra le perpendicolari 155,4 metri e fuori tutto 164,9 metri, per una larghezza massima di 17,2 metri e un pescaggio a pieno carico di 5,03 metri; il dislocamento standard ammontava a 6.500 tonnellate, che salivano a 7.500 tonnellate con la nave a pieno carico. Le sovrastrutture comprendevano un massiccio torrione di comando e due alberi a traliccio, inframezzati da due fumaioli.
L'apparato motore, strutturalmente simile a quello dell'Arethusa ma dalle capacità più ridotte, si basava su quattro turbine a vapore della Parsons alimentate da altrettante caldaie della Yarrow; la potenza totale di 54.000 hp (40.000 kW) consentiva di toccare una velocità massima di 30 nodi o 56 km/h, con una punta di 30,46 nodi toccata alle prove in mare. I serbatoi potevano ospitare fino a 1.500 tonnellate di olio combustibile, che consentivano un'autonomia di 10.000 miglia nautiche alla velocità di crociera di 12 nodi (19.000 km a 22 km/h). L'equipaggio ammontava a 800 tra ufficiali e marinai, compresi fino a 60 cadetti navali.
L'armamento principale si basava su nove cannoni Vickers-Armstrong W da 152/50 mm (tre in più dell'Arethusa), distribuiti in tre torri triple (due a prua sovrapposte e una a poppa); il La Argentina aveva un inusuale sistema di controllo del fuoco: due delle tre direzioni di tiro erano a doppio livello, con il secondo più in basso dei cannoni principali ma più in alto dei pezzi antiaerei, onde essere meglio impiegabili per l'addestramento degli ufficiali. Erano poi disponibili quattro cannoni Vickers-Armstrong P da 102/50 mm collocati in postazioni singole dietro il fumaiolo di poppa e impiegabili tanto nel tiro contraereo che contro nave, mentre sempre in funzione antiaerea erano disponibili sei impianti binati di mitragliere Vickers da 25/70 mm e dodici mitragliatrici da 7,7/87 mm distribuite su scafo e sovrastrutture; completavano l'armamento due impianti tripli di tubi lanciasiluri da 533 mm. Le dotazioni aeronautiche comprendevano due idrovolanti da ricognizione Supermarine Walrus, lanciabili tramite una catapulta collocata a centro nave nello spazio tra i due fumaioli.
Lo schema della corazzatura ricordava quello applicato sugli incrociatori britannici della classe Town: una cintura corazzata spessa 76 mm copriva le fiancate di cinque compartimenti della nave, comprese entrambe le sale caldaie e la sala motori numero 1, mentre la protezione orizzontale era data da un ponte corazzato spesso 51 mm e connesso al ponte principale; le torri dell'artiglieria disponevano di una corazzatura spessa 51 mm, mentre il torrione di comando aveva fianchi corazzati spessi 76 mm.

## Storia

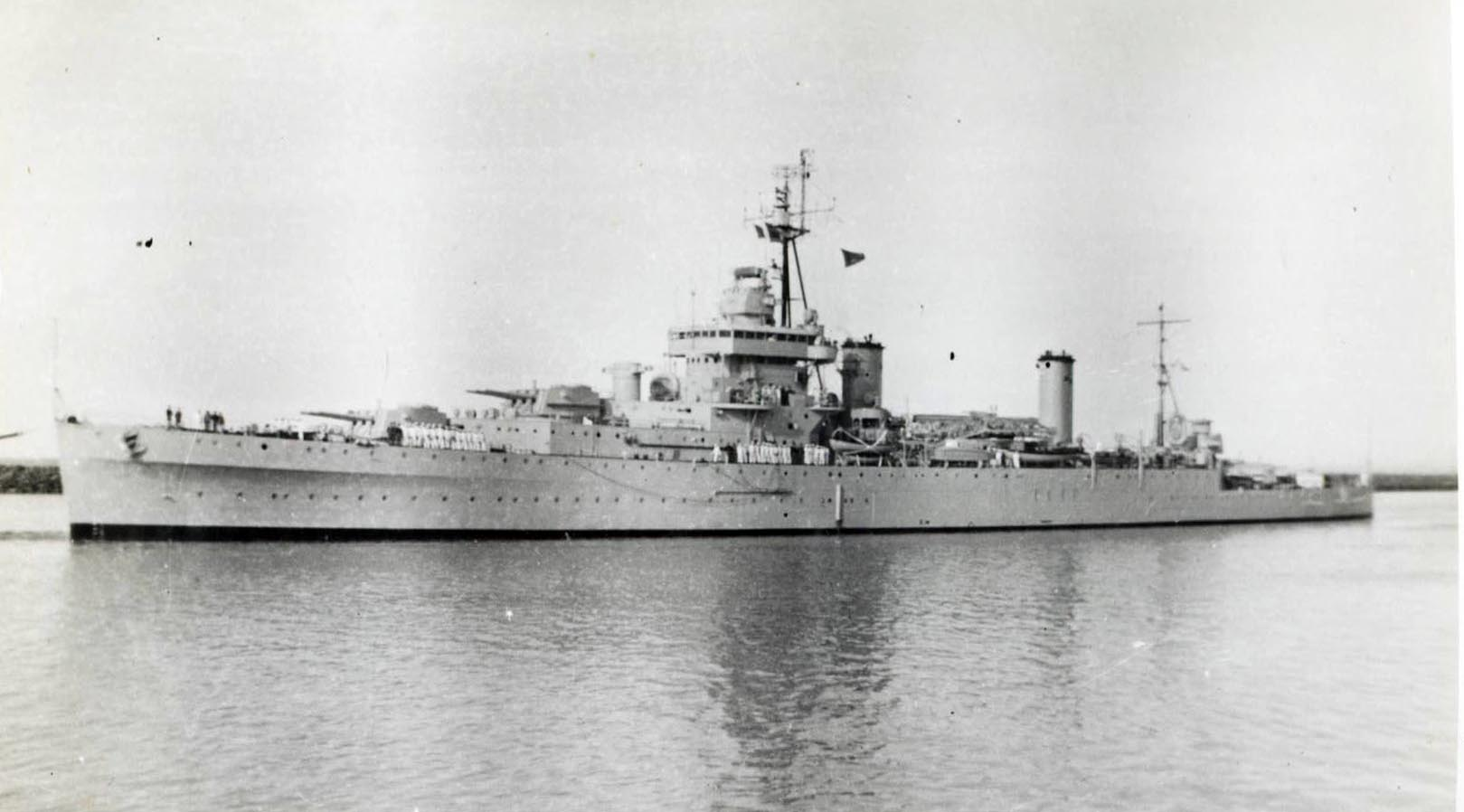
La nave vista di prua

Impostata nei cantieri della Vickers-Armstrongs di Barrow-in-Furness l'11 gennaio 1936, la nave fu varata il 16 marzo 1937 con il nome di La Argentina; madrina del varo fu la signora de Malbran, moglie dell'ambasciatore argentino nel Regno Unito, in sostituzione della madrina designata Ana Bernal de Justo, moglie dell'allora presidente Agustín Pedro Justo. I lavori di allestimento fecero registrare un considerevole ritardo a causa del sovraffollamento di nuove commesse ai cantieri britannici da parte della Royal Navy, in fase di riarmo visti i minacciosi venti di guerra sull'Europa, e il La Argentina non fu consegnato ai suoi proprietari prima del 31 gennaio 1939, arrivando infine nelle acque di casa nel marzo successivo; la nave ricevette quindi la sua bandiera di combattimento il 12 aprile 1939.
L'entrata in servizio del La Argentina consentì la dismissione degli obsoleti incrociatori corazzati ARA Pueyrredón e ARA Garibaldi, oltre che della nave scuola Presidente Sarmiento. Già il 15 aprile 1939 l'incrociatore intraprese la sua prima crociera di istruzione per i cadetti dell'accademia navale, dirigendo a nord fino a New York per poi valicare l'oceano Atlantico e visitare i porti europei di Cherbourg, Amburgo, Southampton e Cadice, rientrando in patria il 14 agosto dopo aver percorso più di 18.000 miglia di navigazione; un secondo viaggio di istruzione venne invece intrapreso tra il 30 marzo e il 26 ottobre 1940, questa volta in direzione dell'oceano Pacifico dove furono visitati i porti di San Francisco, Honolulu, Yokohama, Kōbe e Manila per un totale di più di 33.000 miglia percorse. Nel gennaio 1941 il La Argentina lasciò i suoi compiti di nave scuola per essere assegnato alla flotta da battaglia (Escuadra de Mar): come parte della divisione incrociatori (División Cruceros), la nave partecipò alle attività addestrative della flotta nelle acque di casa e alle missioni per far rispettare la neutralità delle acque argentine durante il periodo della seconda guerra mondiale. Tra il 9 e il 14 maggio 1944 il La Argentina fu impiegato per riportare in patria il corpo dell'ambasciatore del Brasile in Argentina, deceduto mentre era in carica, mentre nel novembre dello stesso anno imbarcò il presidente argentino Edelmiro Julián Farrell perché potesse assistere a un'esercitazione della flotta da battaglia. Nel maggio 1945 l'incrociatore intervenne varie volte in Atlantico per garantire la consegna dei sommergibili tedeschi durante le fasi finali della resa della Germania nazista.
Concluso il conflitto, il La Argentina riprese le sue attività come nave scuola: tra il 5 maggio e il 15 ottobre 1946 compì una crociera addestrativa nelle acque delle Americhe toccando i porti di Rio de Janeiro, L'Avana, New York e Montréal, per poi essere messo in cantiere per lavori di modernizzazione che previdero l'installazione di un apparato radar. Tra il 5 aprile e il 24 novembre 1947 l'incrociatore compì una nuova lunga crociera addestrativa: dopo alcune tappe nelle acque americane (Panama, Veracruz, L'Avana, New York e Halifax), la nave valicò l'Atlantico per visitare i porti europei di Dublino, Boulogne-sur-Mer, Londra e Lisbona, inoltrandosi poi nel mar Mediterraneo dove furono toccati i porti di Marsiglia, Genova, Napoli, Istanbul, La Valletta e Algeri; il 15 novembre, durante un'esercitazione in mare, uno dei cadetti imbarcati rimase ucciso per l'esplosione accidentale di una granata antiaerea.

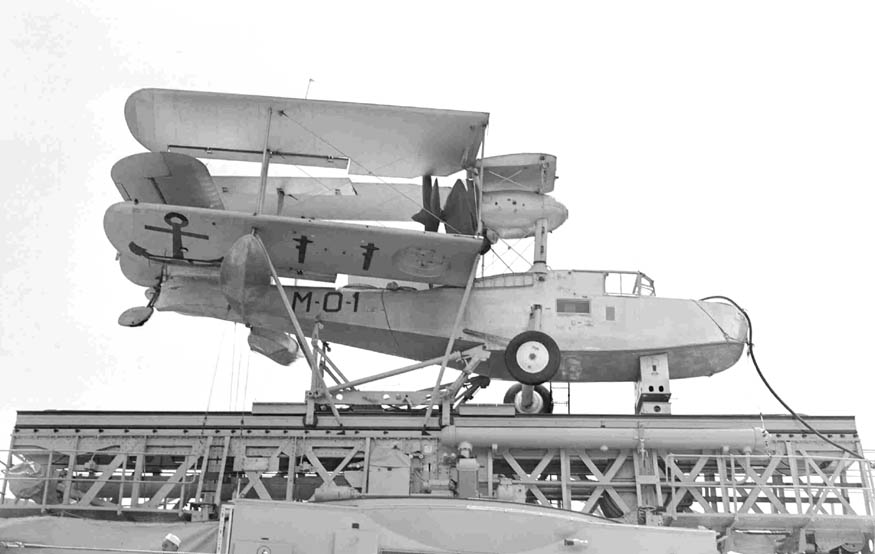
Un idrovolante Supermarine Walrus montato sulla catapulta del La Argentina

La crociera addestrativa del 1948 previde una circumnavigazione completa del globo da est verso ovest: salpata da Buenos Aires il 20 aprile, la nave rientrò in patria il 5 novembre seguente dopo aver visitato i porti di Valparaíso, Callao, San Diego, Honolulu, Shangai, Manila, Singapore, Colombo, Aden, Alessandria d'Egitto, Genova, Barcellona, Ceuta, Lisbona e Rio de Janeiro. La sesta crociera di istruzione, dal 27 marzo al 15 novembre 1949, si svolse in due tappe: la prima interamente nelle acque di casa, la seconda con soste in località americane (Trinidad, Porto Rico, New Orleans e Giamaica) ed europee (Londra, Boulogne-sur-Mer, Napoli, Malaga, Las Palmas de Gran Canaria); al termine di questo viaggio l'incrociatore fu messo in cantiere per estesi lavori di ammodernamento: tra le modifiche effettuate, l'intero armamento antiaereo originale e tutte le dotazioni aeronautiche furono sbarcate e rimpiazzate con un nuovo armamento comprendente quattordici cannoni Bofors 40 mm (quattro impianti binati in sostituzione dei cannoni da 102 mm, sei impianti singoli in sostituzione delle mitragliere da 25 mm), oltre all'installazione di nuovi apparati radar. Per effetto di queste modifiche, il dislocamento a pieno carico salì a 8.500 tonnellate.
Il settimo viaggio di istruzione dal 17 luglio al 29 novembre 1950 vide una traversata dell'Atlantico con soste in porti del nord Europa (Cherbourg, Boulogne, Copenaghen, Portsmouth) e rientro in patria via acque americane (New York, San Juan, Rio de Janeiro). All'inizio del 1951 il La Argentina fu ancora una volta trasferito in forza alla flotta da battaglia, compiendo svariate esercitazioni al combattimento nelle acque dell'Atlantico; nel 1952 alle dotazioni dell'unità venne aggiunto un nuovo apparato radar. Nel settembre 1955 il La Argentina fu coinvolto negli eventi della Revolución Libertadora che portarono alla deposizione del regime peronista, pattugliando le acque del Río de la Plata. Il 7 agosto 1960 l'incrociatore raggiunse invece Sagres in Portogallo per rappresentare l'Argentina alla parata navale internazionale in occasione del quinto centenario della morte del principe Enrico il Navigatore.
Il 1961 vide per l'incrociatore la ripresa delle sue attività come nave scuola per i cadetti argentini: l'ottava crociera di istruzione, dal 18 luglio al 3 dicembre 1961, si svolse quasi interamente nell'emisfero australe con visite nei porti di Città del Capo, Colombo, Manila, Sydney, Melbourne, Wellington, Papeete, Talcahuano e Punta Arenas. La nona crociera d'istruzione nella carriera dell'incrociatore, che si svolse dal 1º luglio al 6 novembre 1962, fu più ridotta e comprese visite nei porti americani di Valparaíso, Callao, Los Angeles, Vancouver, Honolulu e Acapulco; l'itinerario originariamente progettato, comprendente anche visite in porti giapponesi, fu accorciato per ragioni economiche. A partire dal 1963 il La Argentina fu impiegato unicamente come unità d'addestramento e di rappresentanza nelle acque di casa, compiendo tuttavia ancora alcune occasionali crociere addestrative in direzione dell'Antartide; nel 1969 l'incrociatore fu posto in disarmo con un equipaggio ridotto senza svolgere alcuna attività navale. La nave fu riattivata nel 1971 per svolgere la sua decima, e ultima, crociera di istruzione per i cadetti navali tra il 2 agosto e il 28 novembre; l'itinerario previde soste nei porti di Montevideo, Dakar, Casablanca, Napoli, Barcellona, Le Havre, Londra, Santo Domingo e Bahía.
Dopo alcune attività addestrative nelle acque di casa, la nave fu infine radiata dal servizio il 10 gennaio 1974; lo scafo fu venduto per la demolizione il 14 agosto 1975.